# سی‌ای‌سی‌آی
سی‌ای‌سی‌آی، (به انگلیسی: CACI) شرکت فناوری اطلاعات آمریکایی است، که در زمینه ارائه خدمات برون‌سپاری، مدیریت دانش، مشاوره فناوری اطلاعات و نیروهای نظامی خصوصی فعالیت می‌نماید.
شرکت سی‌ای‌سی‌آی در سال ۱۹۶۲ توسط هرب کار و هری مارکوویتز در سنتا مونیکا، کالیفرنیا با نام کامل کالیفرنیا آنالیزیس سنتر اینترنشنال، راه‌اندازی شد و هم‌اکنون یکی از بزرگترین پیمانکاران طرف قرارداد وزارت دفاع ایالات متحده آمریکا به‌شمار می‌آید.
دفتر مرکزی این شرکت در شهر آرلینگتون، ویرجینیا قرار دارد و سهام آن در بازار بورس نیویورک معامله می‌شود.